# Woodfordia fruticosa
Woodfordia fruticosa is een bladverliezende, tropische plantensoort uit de kattenstaartfamilie (Lythraceae). De plant heeft opvallende felrode bloemen, en komt van nature voor op het Indisch Subcontinent.

## Kenmerken
Woodfordia fruticosa is een struik met dunne, rechte stengels die tot 3 m hoog kan worden. Bij uitzondering komen boomhoge planten voor. De bladeren zijn lancetvormig, hebben een gave bladrand en lopen spits toe. Ze staan paarsgewijs aan tegengestelde zijden van de stengel.
De bloemen groeien in clusters die als gevorkte bijschermen aan de stengels zitten. De fel gekleurde vermiljoenrode bloemkronen zijn vergroeid tot trechters, waar de talrijke meeldraden uitsteken. Na de bloei groeit uit de bloem een ellipsoïde
doosvrucht, die talrijke kleine zaden bevat.

## Verspreiding
Woodfordia fruticosa komt voor over het hele Indisch Subcontinent, met name in het noorden. In het zuiden van India is de soort zeldzamer. Woodfordia fruticosa groeit bij voorkeur in droge gebieden. In de Himalaya kan de soort worden gevonden tot op een hoogte van 1500 m, tot in de subtropische zone.